# 吴雪 (戏剧家)
吴雪（1914年—2006年9月18日），原名吴开元，男，四川岳池人，中国话剧表演艺术家、编剧、导演，中国戏剧家协会原副主席，原中华人民共和国文化部副部长。